# Raiffeisenbank Bad Schussenried-Aulendorf
Die Raiffeisenbank Bad Schussenried-Aulendorf eG ist eine Genossenschaftsbank mit Sitz in der baden-württembergischen Stadt Aulendorf im Landkreis Ravensburg.

## Geschichte
Die heutige Raiffeisenbank Bad Schussenried-Aulendorf eG entstand im Jahr 2021 durch die Fusion der Raiffeisenbank Bad Schussenried eG (gegründet am 22. Mai 1892) mit dem Sitz in Bad Schussenried mit der Raiffeisenbank Aulendorf eG (gegründet am 17. März 1899) mit dem Sitz in Aulendorf. Im 2014 fusionierte die Raiffeisenbank Bad Schussenried bereits mit der Raiffeisenbank Ingoldingen eG mit dem Sitz in Ingoldingen.
Die Raiffeisenbank Bad Schussenried-Aulendorf geriet wegen riskanter Immobiliengeschäfte in Schieflage und wird deshalb rückwirkend zum 1. Januar 2025 mit der VR Bank Donau-Oberschwaben fusionieren. Im Jahr 2024 erwirtschaftete die Bank keinen Gewinn und konnte folglich erneut keine Dividende ausschütten. Um für das Jahr 2023 die Verluste ausgleichen zu können, mussten 2,5 Millionen Euro aus der Rücklage entnommen werden.
Die Raiffeisenbank Ingoldingen eG fusionierte im Jahr 1981 mit der Raiffeisenkasse Winterstettendorf eG mit dem Sitz in Winterstettendorf. Im gleichen Jahr fusionierte die Raiffeisenbank Bad Schussenried eG. mit der Raiffeisenbank Reichenbach-Allmannsweiler eG mit dem Sitz in Reichenbach zur Raiffeisenbank Bad Schussenried eG. Die ehemalige Genossenschaftsbank Bad Schussenried eGmbH fusionierte im Jahr 1971 mit der Spar- und Darlehnskasse Otterswang eGmbH mit dem Sitz in Otterswang und der Spar- und Darlehnskasse Steinhausen-Muttensweiler eGmbH mit dem Sitz in Steinhausen zur Raiffeisenbank Bad Schussenried eGmbH.

## Rechtsverhältnisse
Die Raiffeisenbank Bad Schussenried-Aulendorf eG (lt. GnR „Raiffeisenbank Bad Schussenried - Aulendorf eG“) ist im Genossenschaftsregister beim Amtsgericht Ulm unter GnR 640117 eingetragen.

## Organisationsstruktur
Rechtsgrundlagen sind das Genossenschaftsgesetz und die durch die Generalversammlung beschlossene Satzung. Organe der Bank sind der Vorstand, der Aufsichtsrat und die Generalversammlung.

## Sicherungseinrichtung
Die Raiffeisenbank Bad Schussenried-Aulendorf eG ist der amtlich anerkannten Sicherungseinrichtung des Bundesverbandes der Deutschen Volksbanken und Raiffeisenbanken GmbH und der zusätzlichen freiwilligen Sicherungseinrichtung des Bundesverbandes der Deutschen Volksbanken und Raiffeisenbanken e.V. angeschlossen.

## Geschäftsausrichtung
Die Raiffeisenbank Bad Schussenried-Aulendorf eG betreibt das Universalbankgeschäft. Im Verbundgeschäft arbeitet sie mit der DZ Bank, R+V Versicherung, Bausparkasse Schwäbisch Hall, Teambank, VR Leasing,  DZ Hyp und der Union Investment zusammen.

## Geschäftsgebiet
Das Geschäftsgebiet liegt im Norden des Landkreises Ravensburg sowie im Süden des Landkreises Biberach.
An diesen Orten betreibt die Bank Filialen:
- Aulendorf (Hauptstelle, jur. Sitz)
- Bad Schussenried (Geschäftsstelle)
- Ingoldingen (Geschäftsstelle)